# Diagondas
Diagondas Simon, 1902 è un genere di ragni appartenente alla famiglia Salticidae.

## Distribuzione
L'unica specie oggi nota di questo genere è un endemismo del Brasile.

## Tassonomia
A dicembre 2010, si compone di una sola specie:
- Diagondas viridiaureus Simon, 1902[2] — Brasile

### Specie trasferite
- Diagondas micans Simon, 1902; trasferita al genere Chira Peckham & Peckham, 1896[1].
- Diagondas rufus Caporiacco, 1947; trasferita al genere Frigga C.L. Koch, 1850[1].